# كارمل (مغنية)
كارمل (بالإنجليزية: Carmel McCourt)‏ هي مغنية بريطانية، ولدت في 24 نوفمبر 1958 في Scunthorpe ‏ في المملكة المتحدة.

## وصلات خارجية
- الموقع الرسمي
- كارمل على موقع ميوزك برينز (الإنجليزية)
- كارمل على موقع أول ميوزيك (الإنجليزية)
- كارمل على موقع ديسكوغز (الإنجليزية)